# Пајн (острво)
Пајн (енгл. Pine Island) је острво САД које припада савезној држави Флорида. Површина острва износи 82 km². Према попису из 2000. на острву је живело 8235 становника.